# とよおか津居山港かにまつり
とよおか津居山港かにまつり（とよおかついやまこうかにまつり）は兵庫県豊岡市の津居山港で毎年2月下旬に開催される蟹の祭典。

## 概要
山陰海岸国立公園に含まれ、ブランドカニの津居山カニが水揚げされることで知られる日和山海岸の津居山港で、毎年2月の最終日曜日に開催されている祭りである。海と自然の恵みに感謝するとともに、地域の活性化を図る事を目的として、観光協会および漁業組合などでつくる実行委員会が主催となり実施されている。
カニにちなんだ趣向を凝らしたイベントが開催され、京阪神方面を中心に多くの観光客が訪れる。海の幸にこだわったカニ料理の屋台やカニの競り市といった恒例行事をはじめとして、松葉蟹に触れる事の出来る「かにさんふれあいコーナー」やカニ雑炊、餅つき、平家水軍太鼓演奏、抽選会など海の幸に関する様々なイベントが行われる。

## 主なイベント
- 蟹料理（かに寿司、かに汁など）の立ち食い屋台
- 平家水軍太鼓演奏
- 競り市
- 餅つき
- 津居山かに大抽選会
- マツバガニふれあいコーナー
- かにさんレター受付
- かに雑炊およそ800食
- チビッコかにゲーム
- 餅つき

## 所在地
- 兵庫県豊岡市瀬戸（津居山港）

## 周辺
- 日和山海岸
  - 城崎マリンワールド
- 気比の浜海水浴場
- 兵庫県立円山川公苑
- 城崎温泉